# Réunionsittich
Der Réunionsittich (Mascarinus mascarinus) oder Maskarenenpapagei ist eine ausgestorbene Art der Papageien. Er war die einzige Art der Gattung Mascarinus und bewohnte Réunion sowie möglicherweise auch Mauritius. Der rund 35 cm große Vogel besaß einen roten Schnabel, schwarz und grau gefärbtes Kopfgefieder und dunkelgraue Körperbefiederung.
In freier Wildbahn starb der Réunionsittich nach 1770 aus, in Gefangenschaft überlebte die Art bis in die 1780er Jahre.

## Merkmale

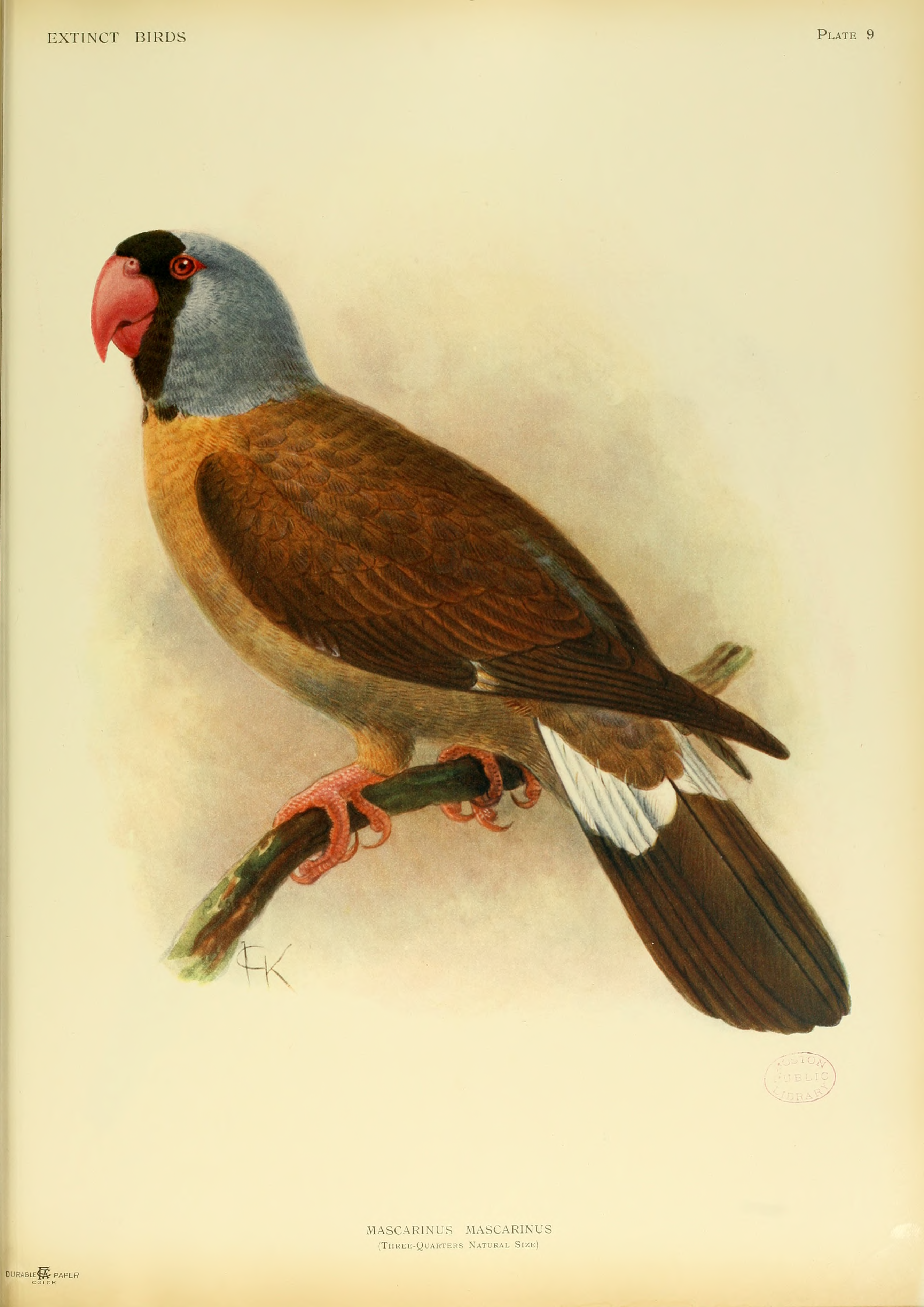
Illustration von John Gerrard Keulemans (1907) für Walter Rothschilds Extinct Birds. Wie auch alle anderen Illustrationen basiert dieses Bild auf einem verfärbten Museumsexemplar, dessen Schwanz durch Schwefelsäure beschädigt wurde. Gefiederzeichnung und Farbgebung sind deshalb nicht naturgetreu.

Der Réunionsittich war ein mittelgroßer Papagei, der mit einer Körperlänge von rund 35 cm in der Größe etwa einem Edelpapagei entsprach. Er besaß einen für Papageien seiner Größe verhältnismäßig großen Kopf; auch Schnabel und Krallen waren relativ kräftig. Sein aus zwölf Federn bestehender Schwanz war nicht abgestuft, sondern am Ende leicht gerundet.
Der Kopf des Réunionsittichs war hell blaugrau befiedert, rund um den Schnabel zog sich ein schwarzes Band, das entweder die Kehle hinab lief oder auch ihre Seiten bedeckte. Rücken, Bauchseite, Bürzel und Schwingen waren offenbar dunkelgrau. Beschreibungen, die von einem braunen Rumpf und braunen Flügeln sprechen, beziehen sich nicht mehr auf lebende Individuen, sondern auf Präparate, die sich anscheinend im Lauf der Zeit verfärbt haben. Die mittleren beiden Steuerfedern waren einheitlich dunkel aschgrau gefärbt; die äußeren zehn hatten die gleiche Grundfarbe, waren jedoch von der Basis bis etwa zu einem Drittel der Gesamtlänge weiß gefärbt.
Schnabel und Wachshaut waren leuchtend rot gefärbt, ebenso die Haut um die Augen. Die Iris war rot. Die unbefiederten Unterschenkel des Papageien waren blass, die Krallen graubraun gefärbt.

## Verbreitung
Nach heutigem Stand umfasste das Verbreitungsgebiet des Réunionsittichs lediglich die Insel Réunion. Hier wurde die Art beschrieben und subfossiles Knochenmaterial gefunden. Ob der Réunionsittich darüber hinaus auch auf dem nahegelegenen Mauritius heimisch war, ist unklar.

## Taxonomie

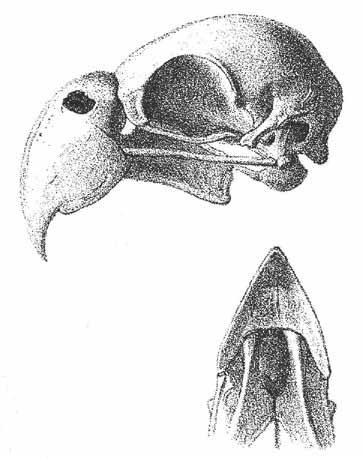
Schädel und Schnabel des Réunionsittichs

### Forschungsgeschichte
Die erste Erwähnung des Réunionsittichs findet sich 1674 im Reisebericht von Père Dubois, der von „Papageien, etwas größer als eine Taube, mit Gefieder von fehgrauer Farbe, einem schwarzen Käppchen auf dem Kopf, der Schnabel groß, kräftig & von feuriger Farbe“ spricht. Im taxonomischen Sinn wurde der Réunionsittich das erste Mal 1760 von Mathurin-Jacques Brisson als Psittacus Mascarinus beschrieben, allerdings nicht nach den heute geltenden Regeln für das Binomen. Gültigkeit hat deshalb Carl von Linnés Beschreibung als Psittacus mascarinus von 1771. René-Primevère Lesson stellte die Art schließlich 1831 in eine eigene Gattung Mascarinus.

### Systematik
Wie die meisten Vogelarten der Maskarenen besiedelte der Vorfahr des Réunionsittichs Réunion wahrscheinlich über die Inseln des nördlichen Indischen Ozeans. Wie auch andere Papageiengattungen der Maskarenen entspringt Mascarinus wohl nicht einer Radiation vor Ort, sondern entstammt einer separaten Kolonisation, die Art ist wahrscheinlich jüngeren Ursprungs als der Rodrigues-Papagei (Necropsittacus rodericanus) und der Mauritius-Papagei (Lophopsittacus mauritianus). Die genauen Verwandtschaftsverhältnisse sind unklar. Möglich wäre eine Verwandtschaft zum Réunion-Grausittich (Psittacula cf. bensoni, möglicherweise konspezifisch mit dem Mauritius-Grausittich), der ebenfalls überwiegend grau gefärbt war. Für eine Einordnung in die Tribus Psittaculini spricht der rote und breite Schnabel des Maskarenenpapageis.

## Aussterben
Der Réunionsittich verschwand in den 1770ern. Es ist eher unwahrscheinlich, dass sein Aussterben primär auf Ratten oder Katzen zurückzuführen ist, die zu diesem Zeitpunkt bereits rund ein Jahrhundert auf der Insel existierten. Wahrscheinlicher ist, dass die Art dem Jagddruck durch entflohene Sklaven erlag, die sich im unzugänglichen Hochland der Insel von wilden Vögeln ernährten. Einige Vögel überlebten in Gefangenschaft in Paris mindestens bis 1784.